# Juni 2005
Portal Geschichte | Portal Biografien | Aktuelle Ereignisse | Jahreskalender | Tagesartikel

◄ |
20. Jahrhundert |
21. Jahrhundert

◄ |
1970er |
1980er |
1990er |
2000er
| 2010er | 2020er | 2030er | ►

◄ |
2001 |
2002 |
2003 |
2004 |
2005
| 2006 | 2007 | 2008 | 2009 | ►

◄ |
März 2005 |
April 2005 |
Mai 2005 |
Juni 2005 |
Juli 2005 |
August 2005 |
September 2005 |
►
Dieser Artikel behandelt tagesbezogene Nachrichten und Ereignisse im Juni 2005.

## Tagesgeschehen

### Mittwoch, 1. Juni 2005

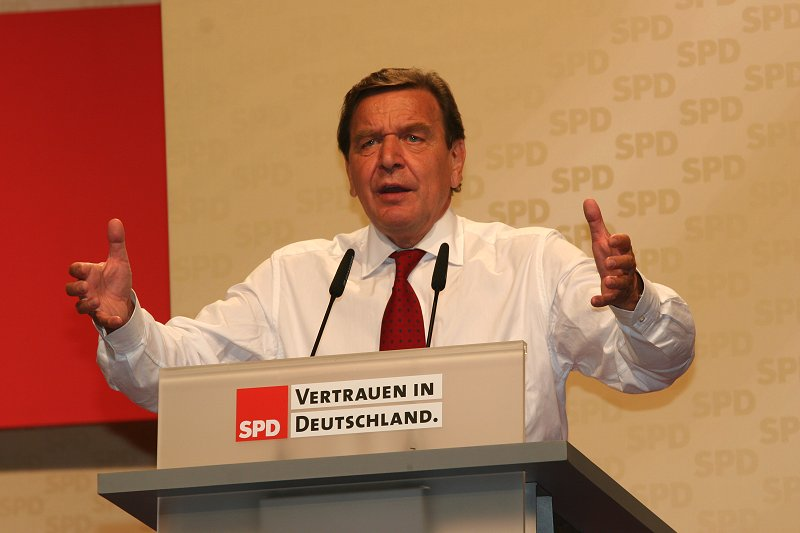
Laut Meinungsforschung wird Kanzler Gerhard Schröder keine dritte Amtszeit erhalten

- Berlin/Deutschland: Die aktuelle Sonntagsfrage des Meinungsforschungsinstituts Forsa weist für die CDU und CSU, ohne die Stimmen der FDP, knapp die absolute Mehrheit der Sitze im Bundestag nach der nächsten Wahl aus. Werden die Stimmen der FDP hinzuaddiert, vereinen die drei Parteien sogar 56 % der Stimmen auf sich. Insofern die Erhebung einigermaßen die Realität abbildet, wird die seit 1998 bestehende Regierungskoalition aus SPD und Grünen im Herbst zu Ende gehen. Es war Bundeskanzler Gerhard Schröder (SPD) selbst, der im Mai vorgezogene Neuwahlen zum Bundestag in diesem Herbst forcierte.[1]
- Den Haag/Niederlande: In der nationalen Volksbefragung zum Verfassungsvertrag der Europäischen Union sprechen sich 61 % der Teilnehmer gegen die Annahme des Vertrags aus. Die Konsultation ist nicht bindend, im Gegensatz zu der rechtlich verbindlichen Abstimmung in Frankreich am 29. Mai, die ebenfalls mit einem Votum gegen den Vertrag endete.[2]
- Kandahar/Afghanistan: Bei einem Bombenattentat werden mindestens 45 Menschen getötet oder verletzt.
- Wien/Österreich: Im Ernst-Happel-Stadion gewinnt Austria Wien gegen Rapid Wien das Endspiel im österreichischen Fußball-Cup mit 3:1.[3]

### Donnerstag, 2. Juni 2005
- Beirut/Libanon: Der prominente libanesische Journalist Samir Kassir und ein Passant werden bei einem Autobombenanschlag getötet. Ein politisches Motiv ist wahrscheinlich.[4]
- Quedlinburg/Deutschland: Die Ständige Konferenz der Kultusminister der Länder beschließt auf ihrer Tagung die verbindliche Einführung der Neuerungen der deutschen Rechtschreibreform von 1996 in der Fassung von 2004 zum 1. August 2005. In Streitfällen solle jedoch weiterhin „Toleranz geübt“ werden.[5]
- Riga/Lettland: Das lettische Parlament ratifiziert den europäischen Verfassungsvertrag mit deutlicher Mehrheit von 71 zu 5 Stimmen.

### Freitag, 3. Juni 2005
- La Paz/Bolivien: Proteste gegen die Regierung von Präsident Carlos Mesa halten an, nachdem ein von diesem vorgeschlagenes Referendum über erweiterte Autonomie für die Provinzen des Landes von den Protestierenden zurückgewiesen worden war. Die Opposition fordert die Verstaatlichung der Erdgasvorkommen.
- Prien/Deutschland: In Bayern weitet sich ein rätselhaftes Virus weiter aus. Am 1. Juni waren 37 Kinder und zwei Lehrer, die in einer Jugendherberge untergebracht waren, mit Übelkeit, Erbrechen und Durchfall und weiteren Symptomen in Krankenhäuser eingeliefert worden. Nun wurden weitere 21 Schüler und 10 Sanitäter mit den gleichen Symptomen in Krankenhäuser gebracht. Salmonellen konnten als Ursache ausgeschlossen werden. Spätere Analysen des Robert-Koch-Instituts Berlin ergaben, dass die Erkrankungen durch ein Norovirus der Genogruppe GGII.2 (Melksham-like Variante) hervorgerufen wurden.

### Samstag, 4. Juni 2005
- Washington, D.C./Vereinigte Staaten: Das Verteidigungsministerium der Vereinigten Staaten gibt zu, dass im US-Gefangenenlager Guantanamo der Koran mit Urin bespritzt wurde, als ein Wachmann in der Nähe eines Luftschachtes urinierte, welcher zu einer Zelle führte. Es war zuvor bereits mehrfach über Koranschändungen während Gefangenenverhören in dem Lager berichtet worden.

### Sonntag, 5. Juni 2005
- Beirut/Libanon: In der zweiten Runde der libanesischen Parlamentswahlen gewinnt die gemeinsame Liste von Hisbollah und Amal nach inoffiziellen Angaben alle 23 zu vergebenden Sitze im Südlibanon. Eine Woche zuvor hatte der oppositionelle Block von Saadeddine Hariri alle 19 Sitze in Beirut gewonnen.
- Bern/Schweiz: Die Bürger der Schweiz beschließen in einer Volksabstimmung den Beitritt zu den Abkommen von Schengen und Dublin. 54,6 % der CH-Stimmbürgerinnen und Stimmbürger stimmten für die Annahme, trotz Ablehnung der EU-Verfassung in Frankreich und den Niederlanden in der Woche zuvor.
- Lorsch/Deutschland: Während des ersten bundesweiten Tag der deutschen UNESCO-Welterbe-Stätten nehmen an der zentralen Feier im hessischen Kloster Lorsch rund 3.000 Besucher teil.

### Montag, 6. Juni 2005
- Addis Abeba/Äthiopien: Nach massiven Protesten wegen mutmaßlichen Wahlbetrugs bei den Wahlen zum äthiopischen Parlament Ende Mai werden hunderte Studenten festgenommen.
- Bagdad/Irak: US-Soldaten erschießen einen Fahrer des irakischen Wohnungsbauministeriums. Augenzeugenberichten zufolge beschossen sie das Auto des Mannes von hinten, als dieser an einer Ampel wartete. Der Tote wurde den Berichten zufolge von seinem Beifahrer, der den Beschuss unversehrt überstanden hatte, ins Krankenhaus gebracht.
- Budapest/Ungarn: Das Budapester Parlament beginnt mit den Wahlen für die Nachfolge von Staatspräsident Ferenc Mádl, dessen Amtszeit im August 2005 ausläuft. Im dritten Wahlgang gewählt wird der am 3. Januar 1942 in Pécs geborene Verfassungsjurist László Sólyom von der rechten Opposition.
- Den Haag/Niederlande: Der Internationale Strafgerichtshof in den Haag kündigt die Aufnahme eines Verfahrens zur Aufklärung von Menschenrechtsverstößen in der sudanesischen Region Darfur an.
- Helsinki/Finnland: Beginn der 8. Unterwasserrugby-Europameisterschaft in Helsinki (bis zum 10. Juni 2005) – Heute beginnt die EM in Pirkkola’s Sport Park in Finnlands Hauptstadt. Es nehmen 6 Damen- und 11 Herrenteams teil, die bis zum kommenden Samstag um die Titel kämpfen.
- Kathmandu/Nepal: Bei einem Bombenanschlag auf einen Verkehrsbus im Süden Nepals nahe der Hauptstadt Kathmandu sterben mindestens 38 Menschen.
- Moskau/Russland: Erstmals wird in Russland eine Grünpartei gegründet; Galionsfigur der russischen Grünen ist Alexej Jablikow, der ehemalige Berater des früheren russischen Präsidenten Boris Jelzin.
- Vatikanstadt: Papst Benedikt XVI. verurteilt in einer Stellungnahme homosexuelle Lebensgemeinschaften als „Pseudo-Ehen“. Außerdem sprich er sich sowohl gegen die Gentechnik als auch gegen die Abtreibung aus.

### Dienstag, 7. Juni 2005
- Detroit/Vereinigte Staaten: Der amerikanische Autohersteller General Motors kündigt für seine Werke in den USA Stellenkürzungen im Umfang von 25.000 Beschäftigten bis 2008 und Werksschließungen an.
- München/Deutschland: Der deutsche Siemens-Konzern überlässt dem taiwanesischen Elektronikhersteller BenQ seine defizitäre „Handy“-Sparte. Die etwa 6.000 Beschäftigten werden von BenQ übernommen.
- Taipeh/Taiwan: Die taiwanesische Nationalversammlung beschließt eine Reform der Verfassung des Landes, über die ein Referendum abgehalten werden soll. Die Reform würde die Unabhängigkeitsbestrebungen gegenüber der Volksrepublik China entscheidend stärken.

### Mittwoch, 8. Juni 2005
- Addis Abeba/Äthiopien: Bei heftigen Protesten gegen die Regierung kommen über 20 Menschen ums Leben, als die Polizei das Feuer auf steinewerfende Demonstranten eröffnet.
- Berlin/Deutschland: Die Bundesregierung verkündet die Bereitschaft, mindestens 15 Jahre auf das Vetorecht zu verzichten, falls die Bundesrepublik einen ständigen Sitz im UN-Sicherheitsrat erhält.
- Brüssel/Belgien: EU-Erweiterungskommissar Olli Rehn kündigt die Aufschiebung des Beginns von Beitrittsverhandlungen mit der Republik Kroatien an. Als Grund werden Schwierigkeiten im Zusammenhang mit der Auslieferung mutmaßlicher Kriegsverbrecher an das UN-Tribunal in Den Haag angegeben.
- Pjöngjang/Nordkorea: Nach Verhandlungen in New York erklärt sich Nordkorea nach fast einjähriger Pause zur Wiederaufnahme der Sechs-Parteien-Gespräche mit den USA, Russland, Volksrepublik China, Südkorea und Japan unter der Bedingung des Verzichts auf politische Drohungen durch die USA bereit. Im Februar hatte das Land verkündet, es verfüge bereits über Atomwaffen.
- Straßburg/Frankreich: Das Europaparlament prüft mögliche Konsequenzen aus der Ablehnung der EU-Verfassung in den Referenden in Frankreich und den Niederlanden. Auf der Tagesordnung stehen daneben Verhandlungen über den EU-Haushalt bis 2007.

### Donnerstag, 9. Juni 2005
- La Paz/Bolivien: Der bolivianische Kongress wählt den Präsidenten des Obersten Gerichts, Eduardo Rodríguez, zum Übergangspräsidenten als Nachfolger des zurückgetretenen Carlos Mesa.
- Spanien: Der spanische Richter Pedraz hat Ermittlungen gegen drei US-Soldaten aufgenommen. Er verdächtigt sie des Mordes im Zusammenhang mit dem Tod des spanischen Kameramanns José Couso am 8. April 2003 im Irak.
- Wien/Österreich: Der Nationalrat hat heute eine Änderung des Verfassungsgesetzes verabschiedet, damit der Kärntner Bundesrat Siegfried Kampl nicht per 1. Juli 2005 automatisch zum Vorsitzenden aufrückt.

### Freitag, 10. Juni 2005

Logo der WASG

- Berlin/Deutschland: Die Wahlalternative Arbeit & Soziale Gerechtigkeit (WASG) und die PDS einigen sich auf ein Bündnis für die vorgezogene Bundestagswahl 2005 im September.
- Darmstadt/Deutschland: Die Deutsche Akademie für Sprache und Dichtung verleiht den Georg-Büchner-Preis an die Autorin Brigitte Kronauer.
- London/Vereinigtes Königreich: Die Finanzminister der G-8-Staaten, Weltbank-Chef Paul Wolfowitz und EU-Wirtschaftskommissar Almunia treffen sich in London, um über einen britisch-amerikanischen Vorschlag zum Schuldenerlass für die ärmsten Länder zu beraten. Der Plan sieht einen Totalerlass durch Weltbank, Afrikanische Entwicklungsbank und den Internationalen Währungsfonds vor.
- Shanghai/China: Der europäische Handelskommissar Peter Mandelson und der chinesische Wirtschaftsminister Bo Xilai erzielen mit dem „Shanghai-Abkommen“ eine Einigung im „Textilstreit“ zwischen der EU und China.

### Samstag, 11. Juni 2005
- Bagdad/Irak: Terroristen töten bei Mordanschlägen landesweit etwa 30 Menschen, größtenteils Zivilisten, darunter zahlreiche Kinder. US-Soldaten erschießen zwei irakische Mitarbeiter einer Sicherheitsfirma. Ein Sprecher des US-Militärs sagte, die Soldaten hätten Warnschüsse abgegeben, weil es zu langsam vor dem Führungsfahrzeug eines Konvois hergefahren war. Die Iraker eröffneten daraufhin das Feuer auf den Konvoi und wurden im anschließenden Gefecht getötet.
- London/Vereinigtes Königreich: Die G-8-Staaten einigen sich auf einen Schuldenerlass für die ärmsten Länder der Welt. Die betroffenen 18, zum Großteil afrikanischen Staaten, werden somit von insgesamt 40 Milliarden US-Dollar Schulden befreit. Ziel dieses bisher größten Schuldenerlasses ist es, Hungersnot, Armut und Krankheit v. a. in Afrika zu bekämpfen.

### Sonntag, 12. Juni 2005
- Beirut/Libanon: Der dritte Termin der Parlamentswahlen (vier Sonntage seit 29. Mai) fand im zentralen Bergland statt. Hier errangen die Christen die Mehrheit (im Gegensatz zum moslemischen Süden des Landes).

### Montag, 13. Juni 2005
- München/Deutschland: Dieter Rampl, Aufsichtsratsvorsitzender der HypoVereinsbank, unterzeichnet den Vertrag, der die Übernahme der HypoVereinsbank durch UniCredit (Italien) beinhaltet.
- Pakistan: Pakistanisches Militär und Polizisten haben am Wochenende rund 250 Mitarbeiter der Pakistan Telecommunication Company (PTCL) festgenommen, denen illegale Streikaktionen vorgeworfen werden. Die Mitarbeiter streiken gegen die geplante Privatisierung ihres Unternehmens und für mehr Lohn.
- Santa Maria/Vereinigte Staaten: Der Popstar Michael Jackson wird von der Jury im Kindesmissbrauchsprozess in allen Anklagepunkten freigesprochen.
- Washington, D.C./Vereinigte Staaten: Der Oberste Gerichtshof hat ein in Texas gegen einen Schwarzen verhängtes Todesurteil wegen Rassendiskriminierung aufgehoben, weil die Staatsanwaltschaft bei der Auswahl der Jury im zugrundeliegenden Prozess zehn von elf schwarzen potenziellen Geschworenen ohne weitere Begründung abgelehnt hatte.

### Dienstag, 14. Juni 2005
- Kapstadt/Südafrika: In einer Sondersitzung der Nationalversammlung enthebt Präsident Thabo Mbeki den Vizepräsidenten Jacob Zuma wegen Korruptionsverdachts seines Amtes.
- Zürich/Schweiz: Bei einer Pressekonferenz im Universitätsspital Zürich (USZ) gibt der Chirurg Marko Turina zu, bei der Patientin Voser in einem Telefongespräch die Blutgruppe eines Spenderherzens falsch verstanden zu haben. Die darauf erfolgte Transplantation endete mit dem Tod der Patientin. Sämtliche Sicherheitsüberprüfungen haben versagt.

### Mittwoch, 15. Juni 2005

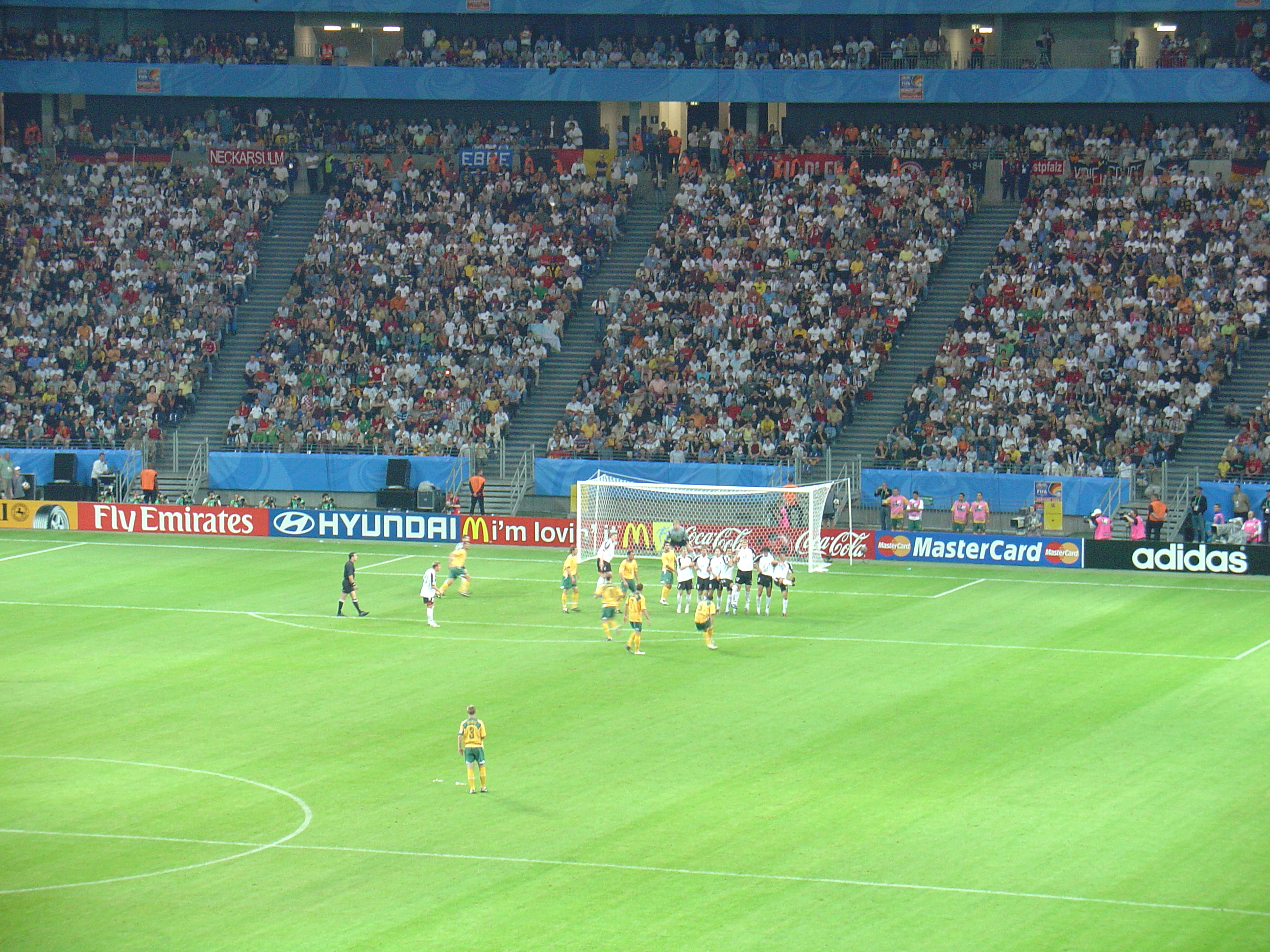
Confed Cup: Deutschland gegen Australien

- Köln/Deutschland: Im Eröffnungsspiel des FIFA-Konföderationen-Pokals besiegt Argentinien Afrikameister Tunesien mit 2:1. Im anderen Gruppenspiel kommt Gastgeber Deutschland in Frankfurt am Main zu einem 4:3-Erfolg über Australien.

### Donnerstag, 16. Juni 2005
- Hamburg, Köln/Deutschland: Aus Protest gegen die geplanten Studiengebühren und mit der Forderung nach besserer Bildung demonstrieren circa 10.000 Menschen in der Hamburger Innenstadt. An der Universität zu Köln, an der Studenten einiger Fakultäten ihr Studium unter dem Schlagwort „Streik“ aussetzten, fand gestern eine Vollversammlung statt, auf der Rektor Axel Freimuth den Verzicht auf Studiengebühren nicht garantieren wollte. Die Studenten intensivieren nun ihren Protest.[6]
- Paris/Frankreich: Bei der seit Montag stattfindenden 46. Internationalen Luftfahrtausstellung in Le Bourget bei Paris erreicht das Gesamtvolumen der Neubestellungen bei den beiden Großkonzernen Airbus und Boeing die Marke von 40 Milliarden US-Dollar.

### Freitag, 17. Juni 2005
- Bern/Schweiz: Die Bundesversammlung beschließt nach drei Jahren das vom Bundesrat vorgelegte Bundesgesetz über Maßnahmen zur Bekämpfung der Schwarzarbeit. Für das Jahr 2001 ging der Bundesrat von einem Umfang der Schwarzarbeit in Höhe von 9,3 % des Schweizer Bruttonationaleinkommens aus.[7][8]
- Ramadi/Irak: Ein Bombenanschlag in der Stadt Ramadi tötet fünf US-Soldaten. Als Reaktion darauf, so berichten Einheimische, schießt die US-Armee Granaten auf einen Minibus. Dabei kommen acht Frauen und Mädchen zu Tode.
- Teheran/Iran: Die Wahlberechtigten im Iran wählen einen neuen Präsidenten, der die Nachfolge des seit 1997 amtierenden Reformers Mohammad Chatemi antreten wird. Chatemi darf nach zwei vierjährigen Amtszeiten nicht mehr antreten. Die größten Aussichten auf einen Erfolg werden Ali-Akbar Hāschemi Rafsandschāni zugesprochen, der das Präsidentenamt bereits 1989–1997 innehatte. Mehrere Reformkandidaten wurden nicht zur Wahl zugelassen.

### Sonntag, 19. Juni 2005

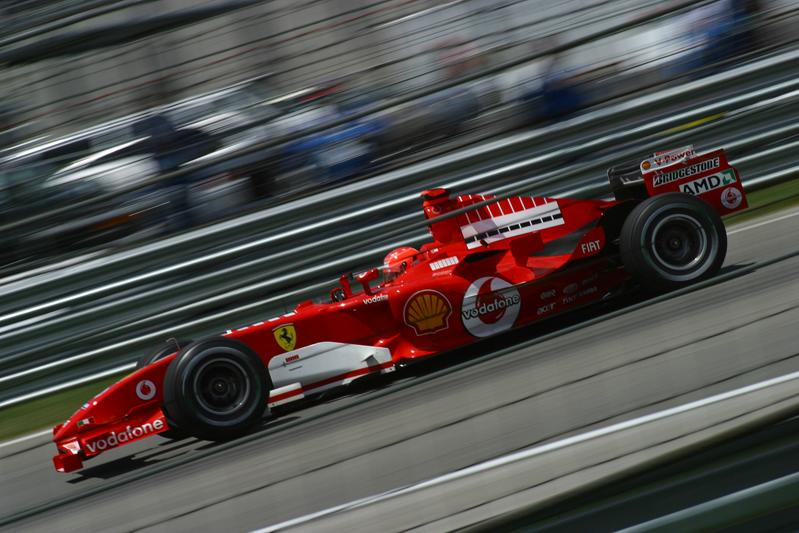
Michael Schumacher im Ferrari F2005

- Beirut/Libanon: Das demokratisch-nationalistische Wahlbündnis unter Führung von Saad Hariri, dem Sohn des im Februar 2005 ermordeten früheren Premiers Rafiq al-Hariri, gewinnt bei der Wahl zum Parlament eine absolute Mehrheit von 72 Sitzen im 128 Sitze umfassenden libanesischen Parlament. Hisbollah und Amal erreichen 35 und die Partei von Ex-General Michel Aoun 21 Sitze.[9]
- Indianapolis/Vereinigte Staaten: In der Formel 1 starten beim Großen Preis der USA wegen nicht rennfähiger Reifen von Michelin nur die drei von Bridgestone bereiften Teams Ferrari, Jordan und Minardi mit je zwei Fahrzeugen. Das Starterfeld ist das bisher kleinste in der Formel 1. Der Deutsche Michael Schumacher gewinnt das Rennen.
- Klettwitz/Deutschland: Die Böhsen Onkelz beendeten nach 25 Jahren Musikgeschichte und vor schätzungsweise 160.000 Fans ihr letztes Konzert auf dem Lausitzring.

### Dienstag, 21. Juni 2005
- Beirut/Libanon: Bei einem weiteren Bombenanschlag auf einen prominenten libanesischen Politiker kommt der frühere Chef der kommunistischen Partei, George Hawi, ums Leben.

### Mittwoch, 22. Juni 2005
- Düsseldorf/Deutschland: Der nordrhein-westfälische Landtag wählt Jürgen Rüttgers (CDU) mit der Mehrheit der Stimmen der CDU- und FDP-Abgeordneten zum 9. Ministerpräsidenten des Landes Nordrhein-Westfalen. Rüttgers erhielt 2 Stimmen weniger als die Koalition Sitze im NRW-Landtag hat.
- Schweiz: Alle Züge der SBB blieben kurz vor 18:00 Uhr stehen, nachdem die Spannung von 15.000 auf 12.000 Volt abgefallen war. Ursache des Vorfalls war nach Auskunft der SBB eine bei Bauarbeiten beschädigte Stromleitung. Erst ab 21:30 Uhr normalisierte sich der Bahnverkehr langsam wieder.

### Donnerstag, 23. Juni 2005
- Deutschland, Iran: Der Investitionsschutzvertrag zwischen beiden Staaten tritt in Kraft.[10]

### Freitag, 24. Juni 2005

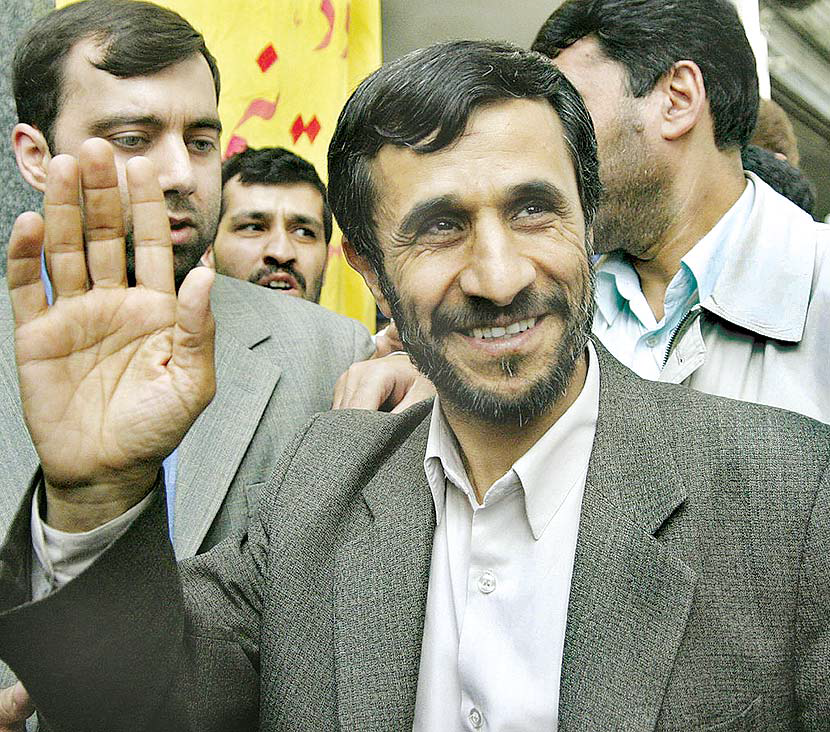
Mahmud Ahmadinedschad

- Teheran/Iran: Bei der Stichwahl um die iranische Präsidentschaft triumphiert der Kandidat des konservativen Lagers und bisherige Bürgermeister von Teheran, Mahmud Ahmadinedschad, über den zuvor als Favorit eingeschätzten früheren Amtsinhaber Ali Akbar Hāschemi Rafsandschāni.
- Ulsan/Südkorea: Das Moratorium über kommerziellen Walfang bleibt nach der 57. Sitzung der Internationalen Walfangkommission (IWC) bestehen. Die „Anti-Walfang-Fraktion“ in der IWC profitierte von der erstmaligen Teilnahme neu beigetretener Staaten, darunter die Tschechische Republik und die Slowakei.[11]

### Samstag, 25. Juni 2005
- Klagenfurt/Österreich: Den Ingeborg-Bachmann-Preis gewinnt Thomas Lang für den Text Am Seil.
- Rustaqu/Afghanistan: Bei einer Explosion in einem Munitionslager im Nordosten Afghanistans kommen nahe Kundus zwei Angehörige des ISAF-Kontingents der Bundeswehr und sechs Zivilisten ums Leben, weitere Personen werden teils schwer verletzt.[12]
- Sofia/Bulgarien: Bei den Parlamentswahlen in Bulgarien gehen die oppositionellen Sozialisten Prognosen zufolge mit etwa 32 % der Stimmen als stärkste Kraft hervor. Die bisherige Regierungspartei „Nationale Bewegung“ fällt auf rund 20 % zurück.

### Sonntag, 26. Juni 2005
- Den Haag/Niederlande: Prinzessin Máxima hat um 14:40 Uhr (MESZ) im Bronovo-Krankenhaus eine gesunde Tochter zur Welt gebracht. Es ist das zweite Kind des niederländischen Kronprinzen Willem-Alexander und das fünfte Enkelkind von Königin Beatrix. Die kleine Prinzessin erhielt den Namen Alexia Juliana Marcela Laurentien erhalten. Der Rufname ist Alexia (nach ihrem Vater).
- Mannheim/Deutschland: Gerald Ciolek (Team Akud) ist der Überraschungssieger bei den deutschen Straßen-Radmeisterschaften. Der 18-Jährige setzt sich im Zielsprint überraschend gegen Robert Förster (Team Gerolsteiner) und Erik Zabel (Team T-Mobile) durch. Bei den Frauen siegt Regina Schleicher von der Equipe Nürnberger.

### Dienstag, 28. Juni 2005
- Bagdad/Irak: Soldaten der Streitkräfte der Vereinigten Staaten töten den Programmdirektor eines Bagdader Fernsehsenders, als er mit seinem Wagen einen Unfall passieren wollte. Erst am Sonntag war eine Fernsehjournalistin durch US-Soldaten getötet worden.
- London/Vereinigtes Königreich: Das Unterhaus beschließt mit 314 gegen 283 Stimmen die Wiedereinführung des Personalausweises, in dem zusätzlich biometrische Daten festgehalten werden sollen.
- Moskau/Russland: In Moskau verständigen sich China, die Europäische Union, Japan, Russland, Südkorea und die USA darauf, dass eines der teuersten Forschungsprojekte zur Kernfusion, der Testreaktor „Iter“, im südfranzösischen Cadarache gebaut werden soll.[13]
- Vatikanstadt: Das Seligsprechungsverfahren für Papst Johannes Paul II. beginnt. Es wird auf Wunsch seines Nachfolgers Papst Benedikt XVI. vor Ablauf der üblichen Frist von fünf Jahren eingeleitet.[14]
- Yaren/Nauru: Die nauruische Regierung verteidigt ihr Votum für die kommerzielle Walfängerei durch den Parlamentarier Marcus Stephen an der IWC-Jahreskonferenz. UN-Botschafterin Marlene Moses sagt, die heftige Kritik Australiens an Nauru untergrabe die Souveränität des pazifischen Inselstaates. Moses begründete das nauruische Votum damit, dass Nauru seine Thunfischvorkommen, welche durch Wale bedroht seien, schützen wolle. Die nauruische Wirtschaft und auch die Bevölkerung ist größtenteils von der Fischerei abhängig. Laut Moses sei die Angelegenheit in der Regierung sorgfältig und verantwortungsvoll behandelt worden, um den besten Ausgang für die eigene Bevölkerung zu sichern.

### Mittwoch, 29. Juni 2005
- Frankfurt am Main/Deutschland: Die brasilianische Fußballnationalmannschaft gewinnt durch einen 4:1-Finalerfolg gegen Argentinien den Konföderationen-Pokal 2005 der FIFA.

### Donnerstag, 30. Juni 2005
- Charlotte/Vereinigte Staaten: Die Bank of America erwirbt die Holdingorganisation MBNA für 35 Milliarden US-Dollar. MBNA ist der weltweit größte unabhängige Aussteller von Kreditkarten und verwaltet ausstehende Verbraucherdarlehen anderer Banken.[15]

## Weblinks

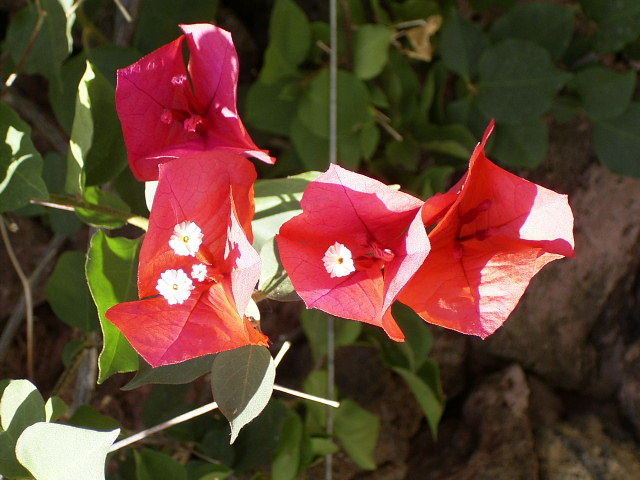
Spanien im Juni 2005
(Bougainvillea spectabilis)